# Baume & Mercier
Baume & Mercier ist eine 1830 gegründete Schweizer Uhrenmanufaktur, die sich auf die Herstellung von Zeitmessern im gehobenen Preissegment spezialisiert hat. Mit Sitz in Bellevue GE im Kanton Genf, ist das Unternehmen heute eine Tochtergesellschaft des renommierten Luxusgüterkonzerns Richemont. Im Jahr 2024 wird die jährliche Produktionskapazität des Unternehmens auf etwa 20.000 Uhren geschätzt. Als Logo verwendet der Hersteller seit 1964 den griechischen Buchstaben Phi (Φ) als Logo, stellvertretend für die Balance zwischen Tradition und Moderne und Mann und Frau.

## Geschichte

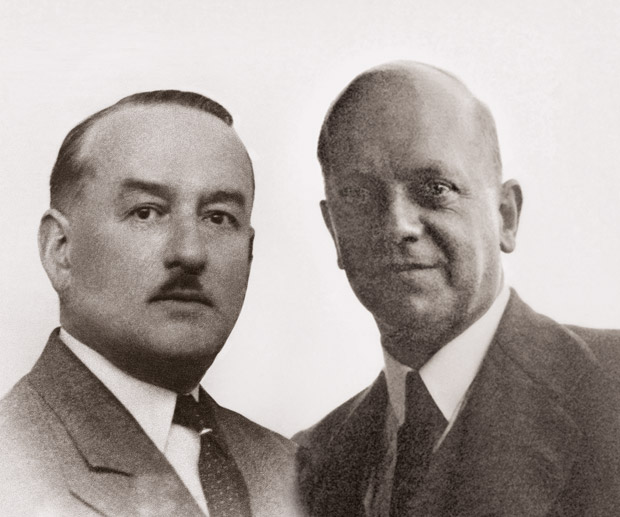
Paul Mercier und William Baume

Baume & Mercier wurde 1830 von den Brüdern Louis-Victor und Célestin Baume unter dem Namen „Frères Baume“ gegründet. Sie eröffneten das Uhrenunternehmen in Les Bois, einem Dorf im Schweizer Jura.
1918 gründete der damalige Firmenchef William Baume, gemeinsam mit Paul Mercier in Genf das Unternehmen „Baume & Mercier“. Die Firma spezialisierte sich auf die Herstellung von Armbanduhren und dabei insbesondere auf eigenwillige Modelle, die nicht die traditionelle runde Form besaßen. 1919 erhielt Baume & Mercier das Genfer Siegel, die höchste internationale Auszeichnung für außergewöhnliche Leistungen in der Uhrenmanufaktur zur damaligen Zeit.
Im Rahmen ihrer internationalen Expansion errichtete Baume & Mercier 1921 eine Filiale in London unter dem Namen „Baume Brothers“. Diese Entscheidung erwies sich als wegweisend und legte den Grundstein für die Verbreitung der Marke im gesamten Britischen Weltreich. Bereits gegen Ende des 19. Jahrhunderts hatte sich Baume & Mercier einen ausgezeichneten internationalen Ruf erarbeitet. Die Uhren des Unternehmens zeichneten sich nicht nur durch ihre herausragende Handwerkskunst aus, sondern stellten auch mehrere Genauigkeitsrekorde auf. Darüber hinaus gewann die Manufaktur zahlreiche Auszeichnungen bei Zeiterfassungswettbewerben, was ihre Stellung als einer der führenden Hersteller im Uhrenmarkt weiter festigte.
Während der „Goldenen Zwanziger“ machte sich die Marke für die Emanzipation der Frau stark. In den Vierzigerjahren brachte Baume & Mercier eine Reihe moderner Uhrenkollektionen für Damen auf den Markt, die berühmteste war die „Marquise“.
1965 wurde die 35082 vorgestellt, damals die flachste Uhr der Welt. Sitz der deutschen Vertriebstochter Baume & Mercier GmbH war das Jugendstilgebäude Buchrainweg Nr. 27 und später die Nr. 31 in Offenbach am Main. In den 1970ern präsentierte Baume & Mercier außergewöhnlich geformte Uhren wie die Modelle Galaxie und Stardust. 1972 kam die „Tronosonic“ in Deutschland auf dem Markt mit Tages- und Datumsanzeige und elektromechanischem Präzisions-Stimmgabelquarzwerk. 1973 stellte Baume & Mercier die Riviera vor, eine der ersten Sportuhren der Welt aus Stahl. In den 1970er Jahren wird Baume & Mercier mit der Goldene Rose von Baden-Baden ausgezeichnet.
Cartier erwarb 1988 das Unternehmen und benannte sich von „Cartier Monde“ zur „Vendôme Luxury Group“ um, Baume & Mercier blieb als Hersteller erhalten. Die Vendôme Luxury Group ging in den Schweizer Luxusgüterkonzern Richemont auf. 2018 wurde unter dem traditionellen Namen „Baumatic“ wieder ein eigenes Kaliber vorgestellt, das sich durch sehr lange Wartungsintervalle und einer Gangreserve von fünf Tagen bzw. 120 Stunden auszeichnet. Die Tatsache auch eigene Uhrwerke zu fertigen unterscheidet Baume & Mercier von vielen anderen Herstellern.

## Produkte
Derzeit bietet Baume & Mercier die Kollektionen Riviera, Clifton, Classima und Hampton jeweils als Damen- und Herren-Modelle an, sowie die Herren-Kollektion Capeland und die Damen-Kollektionen Linea und Promesse.
2015 erweiterte Baume & Mercier das Angebot an sportlichen Armbanduhren durch eine Partnerschaft mit dem amerikanischen Rennwagen-Hersteller Carroll Shelby International. Das Unternehmen bietet in seinen Kollektionen Capeland und Clifton ein nach dem Sportwagenklassiker „Shelby Cobra“ benanntes Modell in limitierter Auflage an. Kooperationen gab es auch mit anderen Fahrzeugherstellern, beispielsweise der Motorradmarke Indian mit einem Clifton-Sondermodell zu Ehren des neuseeländischen Rekordrennfahrers Burt Monro.

## Sonstiges
Viele Prominente gehören zu den Anhängern der Marke. Baume & Mercier trugen zum Beispiel Sophia Loren, Marilyn Monroe, Gwyneth Paltrow, Emmanuelle Chriqui, Andy Garcia, Gary Sinise, Ashton Kutcher, David Duchovny, Teri Hatcher, Kim Basinger, Evangeline Lily und Kiefer Sutherland.

### Repräsentanten
Mit der Prominenten Sponsoringkampagne „Baume & Mercier & Me“ wurden Spendengelder für wohltätige Zwecke gesammelt.
Markenbotschafter für Baume & Mercier sind teilweise weltweit, teilweise auch regional. Im Dezember 2015 wurde der chinesische Schauspieler, Sänger und Model Chen Kun Markenbotschafter für Baume & Mercier. Während der Einführungskampagne trug er eine Armbanduhr der Clifton-Kollektion.

## Preise
Mit einem durchschnittlichen Verkaufspreis zwischen USD $ 2.000 und $ 5.000 liegen heute die meisten Uhren von Baume & Mercier in der mittleren Preisklasse des Marktsegments für Luxusuhren.
2016 führte Baume & Mercier mit den „My Classima“-Modellen, einer Nebenkollektion der klassischen Dress-Uhrenkollektion Classima, eine Kollektion mit einem attraktiven Preis unter USD $ 1.000 ein. Im Mai 2018 wurde die Einstiegsmarke Baume eingeführt, diese Uhren werden nur online angeboten.